# 东方红站
东方红站是密东铁路的一座车站，位于黑龙江省鸡西市虎林市东方红镇站东路，为密东铁路上行方向起点站，下行方向距密山站160.9千米、距林东铁路林口站331千米，车站及区间均未电气化。现隶属哈尔滨铁路局鸡西车务段，为三等站，办理客运货运业务。

## 历史
东方红站于1960年8月开工修筑，于1962年8月竣工通车。1963年，东方红林业局及贮木场因东方红站场地狭窄，开始向南边的小清河乘降所迁移，至1966年1月小清河乘降所更名东方红站，原东方红站则改称东林，原小清河乘降所至原东方红站的铁路于同年拆除。站名来源于附近在1958年由八五四农场红星分场修建的东方红水库。东方红站是中国经度最高，能见日出最早的火车站之一。
车站建成后由牡丹江农垦局划交完达山林业管理局管理，1965年由哈尔滨铁路局虎林铁路管理处接管，1969年3月并入牡丹江铁路分局。
车站随密东铁路更新改造，从1965年10月开始，车站站线及区间开始陆续更换钢轨，至1985年将25型钢轨全部更换为50型钢轨。
2021年8月1日，车站开始改造工程，重建车站站房，2022年7月31日建成通用。

## 现况

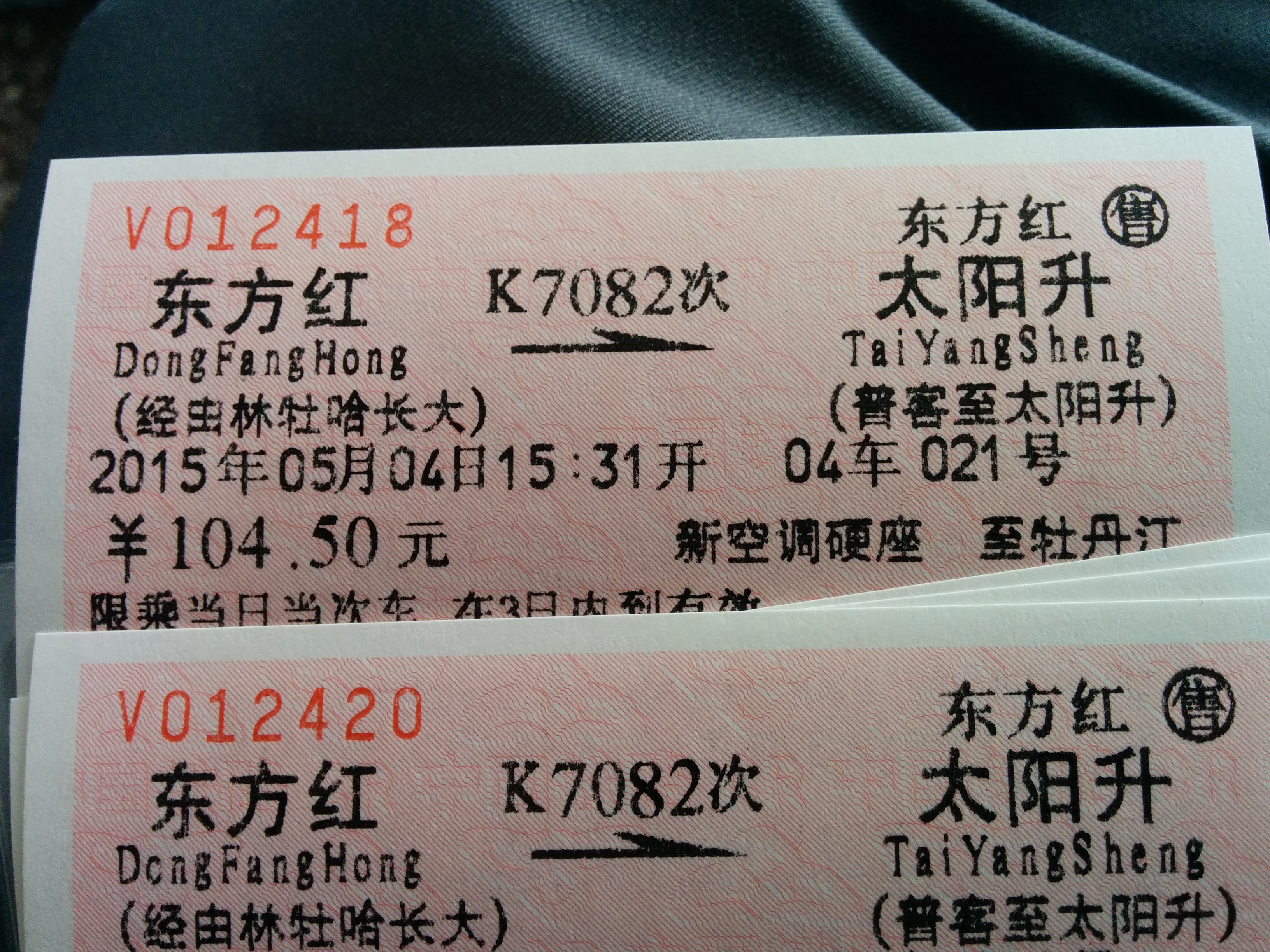
由东方红站经由林牡哈长大至太阳升站的车票。另有经由鸡下（香）哈大版本，票价较图片中更为便宜。

车站承担着运输粮食、木材和生活物资的使命。曾承运人民大会堂、毛主席纪念堂等建筑所用的红松；车站客运业务主要服务于转业官兵、家属和周边的林区工人等。近年来，该站前往位于大庆市的太阳升站的车票由于形似《东方红》的歌词，在网络上引发了关注，该线路也被当地宣传部门以“红色旅游”线路进行推广。
东方红站目前使用站房建于2022年，建筑面积约1800平方米，地下和地上共有三层。站房外立面以“林中木屋”的设计理念，体现铁道兵在此地筑路开荒的意向。站房顶部为白色盖顶，还原了白雪皑皑下的木屋形象；站房正立面则抽象出一个“東”字。站房从进出站设置上采用“平进平出”模式。
截至2015年8月，该站仅有两对开往哈尔滨站及牡丹江站的快速旅客列车始发终到。